# Punica granatum
Il melograno (nome scientifico Punica granatum (L., 1753)) è una pianta appartenente alla famiglia delle Lythraceae (precedentemente in Punicaceae), originaria della regione compresa tra l'Iran e la catena himalayana, oltre ad essere presente sin dall'antichità nel Caucaso e nell'intera Macchia mediterranea. Il frutto viene chiamato melagrana ed è coltivato da molti millenni.
L'unica altra specie appartenente a Punica è la Punica protopunica (Melograno di Socotra), endemica dell'isola di Socotra, (Oceano Indiano). Differisce per avere fiori rossi, o rosa, di minori dimensioni, e frutti meno dolci.

## Origine e diffusione
Il melograno è originario dell'Asia sud–occidentale.
In Asia è attualmente coltivato ampiamente nel Caucaso in Armenia, Azerbaigian, Uzbekistan, Iran, Afghanistan, Turchia, Palestina, e nelle parti più aride del Sud-Est Asiatico, dall'Arabia al Pakistan, India,Malaysia, Indonesia; è inoltre coltivato nelle regioni aride dell'Africa tropicale. 
Presente da epoca preistorica nell'area costiera del Mediterraneo, risulta storicamente che vi sia stato diffuso dai Fenici, dai Greci, dai Romani e in seguito dagli Arabi.
Fu introdotto in America Latina dai colonizzatori spagnoli nel 1769, ed è attualmente coltivato ampiamente in Messico e negli Stati Uniti d'America (California e Arizona).
Il nome di Genere Punica deriva dal nome romano della regione geografica costiera della Tunisia, e della omonima popolazione, altrimenti chiamata cartaginese (popolazione di estrazione fenicia che colonizzò quel territorio nel VI a.C.); le piante furono così nominate perché a Roma i melograni giunsero da quella regione.

## Descrizione

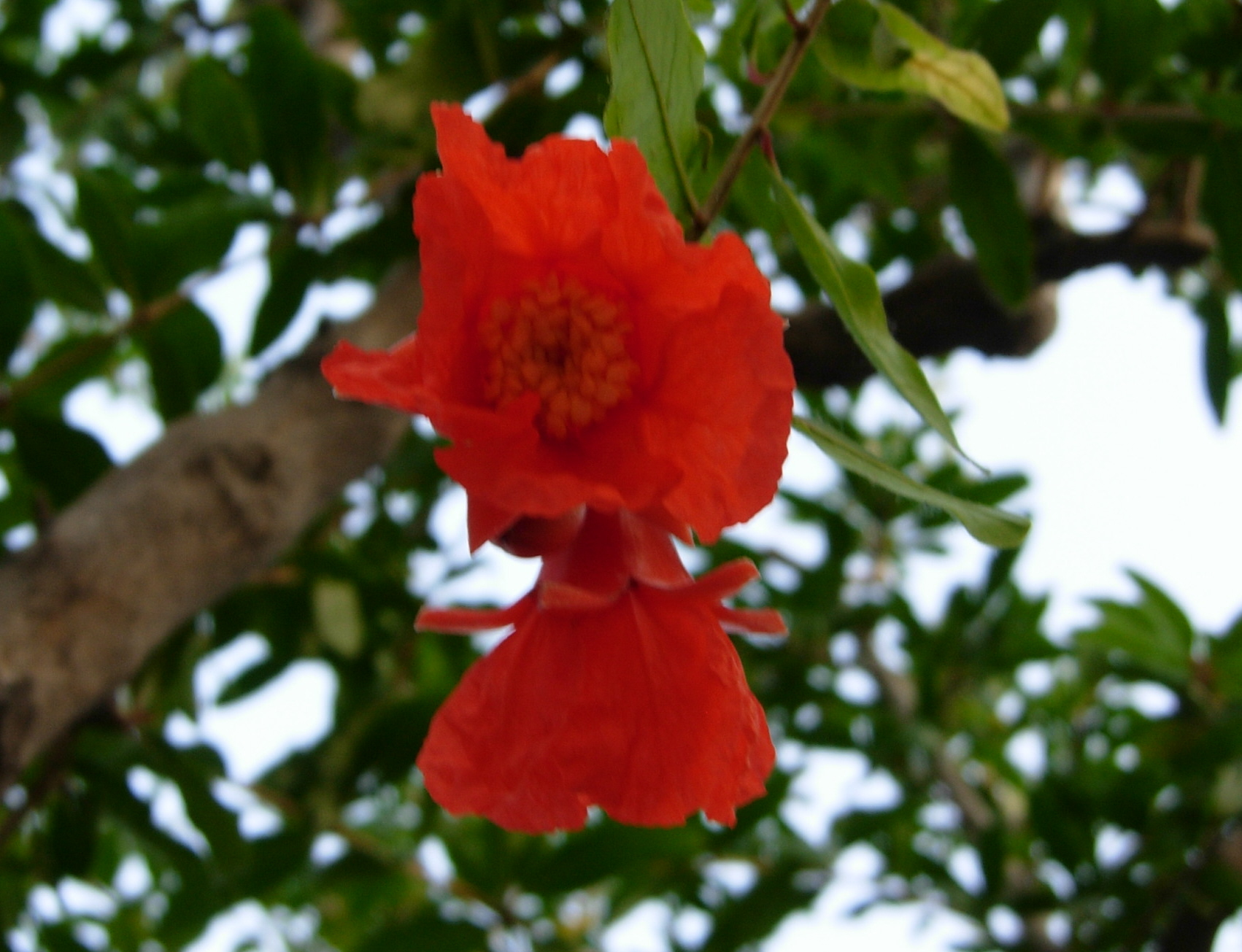
Fiori e foglie di melograno

La pianta ha una forte tendenza a produrre polloni radicali e a costituire una boscaglia fitta, è un piccolo albero o un arbusto con portamento cespuglioso ed è caducifoglie e latifoglie. Può raggiungere i 5-6 metri di altezza e vivere anche oltre 100 anni.
Le foglie sono opposte o sub opposte, lucide, strette ed allungate, intere, larghe 2 cm e lunghe 4–7 cm. La perdita invernale delle foglie è tardiva rispetto ad altre specie cedue, avviene al finire dell'autunno o inizio dell'inverno.
I fiori sono, nella specie botanica, di un vivo colore rosso, di circa 3 cm di diametro e hanno tre-quattro petali (molti di più in alcune varietà orticole, alcune varietà da orto o da giardino sono coltivate solo per i fiori, alcune varietà sono a colore bianco o rosato). La fioritura avviene a maggio.

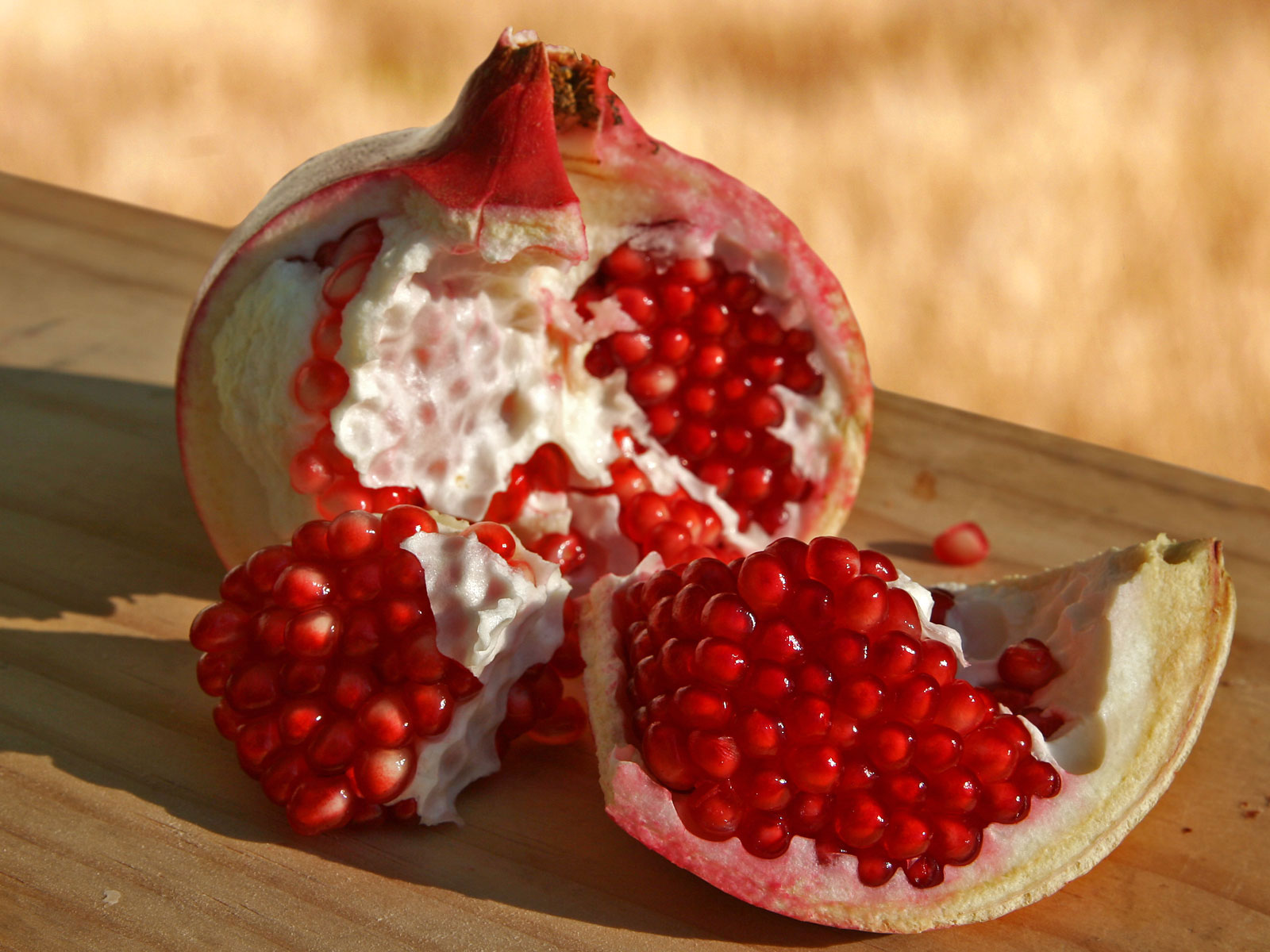
La melagrana

Il frutto (melagrana o granata) è una bacca (detta Balausta) di consistenza molto robusta, con buccia molto dura e coriacea, ha forma rotonda o leggermente allungata, a volte sub–esagonale, con diametro da 5 a 12 cm e con dimensione fortemente condizionata dalla varietà e, soprattutto, dalle condizioni di coltivazione. Il frutto ha diverse partizioni interne robuste che svolgono funzione di placentazione ai semi, detti arilli (fino a 600 ed oltre per frutto) separati da una membrana detta cica. I semi, di colore rosso, in alcune varietà sono circondati da una polpa traslucida colorata dal bianco al rosso rubino, più o meno acidula e, nelle varietà a frutto commestibile, dolce e profumata.
Il frutto reca in posizione apicale (opposta al picciolo) una caratteristica robusta corona a quattro-cinque pezzi, che sono residui del calice fiorale. Il frutto matura a ottobre-novembre, a seconda delle varietà.

## Varietà
La cultivar tipica dell'Italia è la dente di cavallo, è quella più adatta al clima della penisola e più resistente al freddo rispetto ad altre cultivar; i chicchi sono di un colore rosso vivo e sono dolci e poco aciduli rispetto ad altre. 
Le varietà sono numerosissime, data anche la notevole variabilità della specie. Si differenziano per dimensione, colore, epoca di maturazione, oltre che per il frutto più o meno acidulo o dolce. 
A titolo di esempio: in Iran sono state censite dall'Istituto Agricolo di Ricerca di Yazd. Le varietà più note sono: Soveh, Sioh, Rabob, Aghaei, Ardestony, Shisheh cap, Shirin Shahvor, Bajestony, Malas e Daneh Siah, Touq Gardan, Khazar, Shecar e Ashraf (Behshahr), Wonderful One, Ako, Alak, Arous, Farouq, Rahab, Khafar e Shiraz, Ferdous e Khorasan, Bi daneh Sangan.
Esiste una varietà nana del Melograno (P. granatum nana), caratterizzata da dimensioni molto più contenute in ogni parte della pianta (altezza, dimensioni delle foglie, dei fiori, dei frutti); i frutti inoltre non sono commestibili, privi di dolcezza sono acidi e astringenti; questa varietà è di norma usata per bonsai, o comunque come piccola pianta decorativa da vaso.
Molte varietà sono autosterili, quindi per avere la fruttificazione occorre impiantare, o avere presenti, almeno due varietà diverse per l'impollinazione. Per chiarimento: le piante originate da due semi diversi sono varietà diverse, due piante innestate con la stessa varietà sono lo stesso clone e quindi non sono varietà diverse. Alcune varietà sono parzialmente [autofertili] e con una sola varietà la produzione sarebbe limitata, perciò si avvantaggiano comunque dell'impollinazione incrociata (entro qualche decina di metri).

## Coltivazione

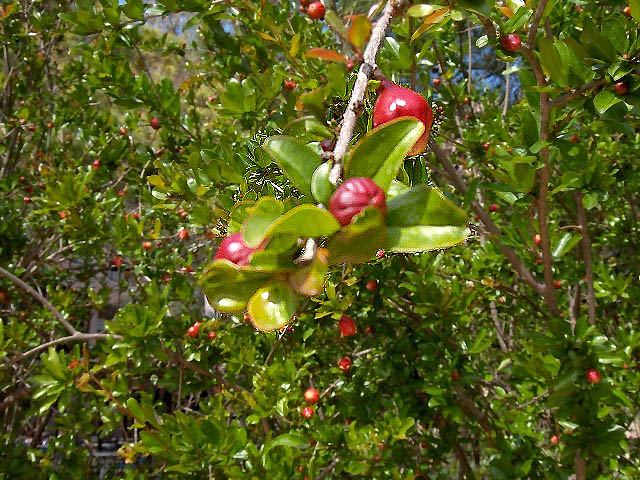
Foglie di melograno

La coltivazione e consumo del frutto del melograno nella fascia che va dall'Armenia all'Azerbaigian, Iran, Afghanistan, Israele, Palestina ed Egitto è documentata per il ritrovamento risalente a diversi millenni fa di reperti archeologici di residui di semi e bucce in focolari.
La coltivazione non pone difficoltà di rilievo. Il portamento ad albero isolato è favorito dalla asportazione dei getti accessori che si dipartono dalla base del fusto e dalle radici. Una limitazione della propagazione vegetativa migliora la produzione dei frutti.
Il melograno è una pianta resistente all'arido estivo ed alle temperature invernali tipiche del Mediterraneo; in tali condizioni è straordinariamente resistente ad ogni tipo di malattia. In ambiente inadatto, eccessivamente umido o piovoso, in estate è soggetto a marciumi radicali. In ambiente ben drenato resiste agevolmente a -10 °C, (14 °F).
La sola condizione richiesta è la coltivazione in ambiente secco e ben drenato, con elevata insolazione; non esistono esigenze particolari di suolo, anche se ovviamente per produzioni fruttifere di rilievo è necessaria una adeguata profondità e moderata concimazione.
Irrigazioni di soccorso sono utili solo in caso di estrema siccità o con suoli desertici o poco profondi.
Si propaga per semina, ma in tal caso non sono assicurate le caratteristiche della pianta madre, si moltiplica più frequentemente in primavera per talea semilegnosa o per margotta, con una certa difficoltà per innesto. Nelle moltiplicazioni vegetative le caratteristiche varietali sono conservate.
Esistono oltre 300 ibridi, il centro israeliano dell'Università Ebraica di Gerusalemme è il maggior centro mondiale per la ricerca e l'ibridazione e si avvale di coltivatori provenienti da tutto il mondo per verificare l'efficacia delle piantagioni.

## Avversità
Insetti dannosi al melograno sono la farfalla Virachola isocrates ed il Leptoglossus zonatus.

## Usi
Il melograno viene coltivato come albero da frutto e come pianta ornamentale nei giardini, le varietà nane in vaso sui terrazzi; industrialmente si producono succhi dai frutti eduli, le melagrane. Questo tipo di frutto, botanicamente, è definito "balausta".
Si usano per le proprietà medicinali la corteccia delle radici prelevata in primavera o in autunno, e la scorza dei frutti raccolta in autunno, ricche di tannino, tagliate a pezzetti e fatte essiccare all'aria.

La polvere ottenuta, utilizzata come decotto, ha proprietà tenifughe, astringenti, e sedative nelle dissenterie; per uso esterno il decotto ha proprietà astringenti, per clisteri o irrigazioni vaginali.
I preparati a base di corteccia di radici sono estremamente pericolosi, provocando fenomeni di idiosincrasia. Dalle radici stesse si ricava un colorante impiegato nella cosmesi.
L'infuso dei petali viene utilizzato come rinfrescante delle gengive. Dalla scorza si ottiene un colorante per lana e altre fibre tessili che dà una tonalità di giallo che si ritrova anche negli arazzi arabi. 
I semi eduli ricchi di vitamina C, hanno proprietà blandamente diuretiche, si usano anche per la preparazione di sciroppi e della granatina.

## Simbolismo
Alcuni studiosi di teologia ebraica hanno supposto che il frutto dell'Albero della vita del Giardino dell'Eden fosse da intendersi in realtà come una melagrana. In accordo col Corano, il melograno è citato per crescere nel giardino del paradiso (55:068). È anche menzionato in (6:99, 6:141) dove i melograni sono descritti tra le buone cose create da Dio. Nella pittura rinascimentale è spesso raffigurato in senso benagurante di fecondità per via dei numerosi semi al suo interno.

## Galleria d'immagini

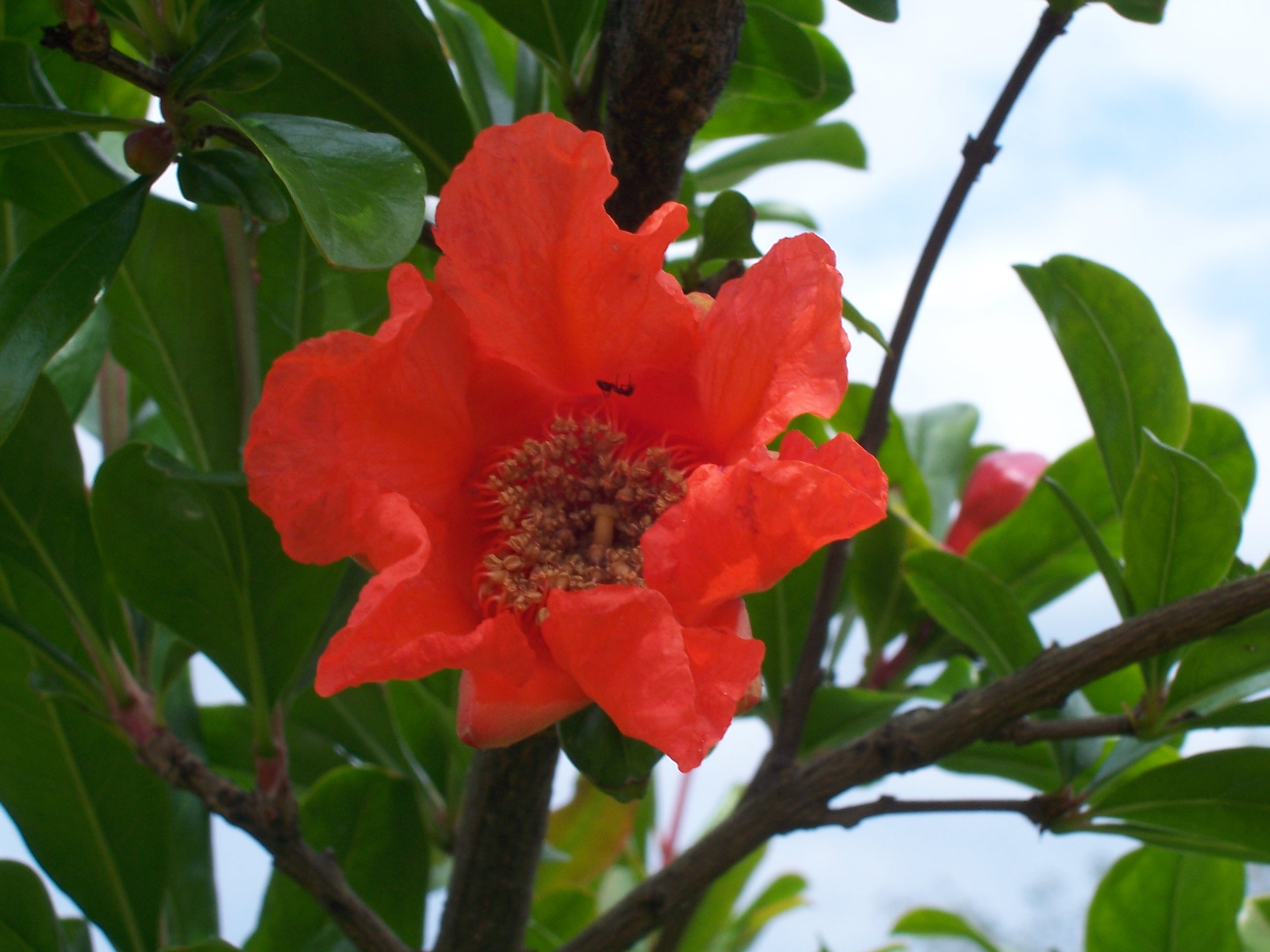
Fiore di melograno
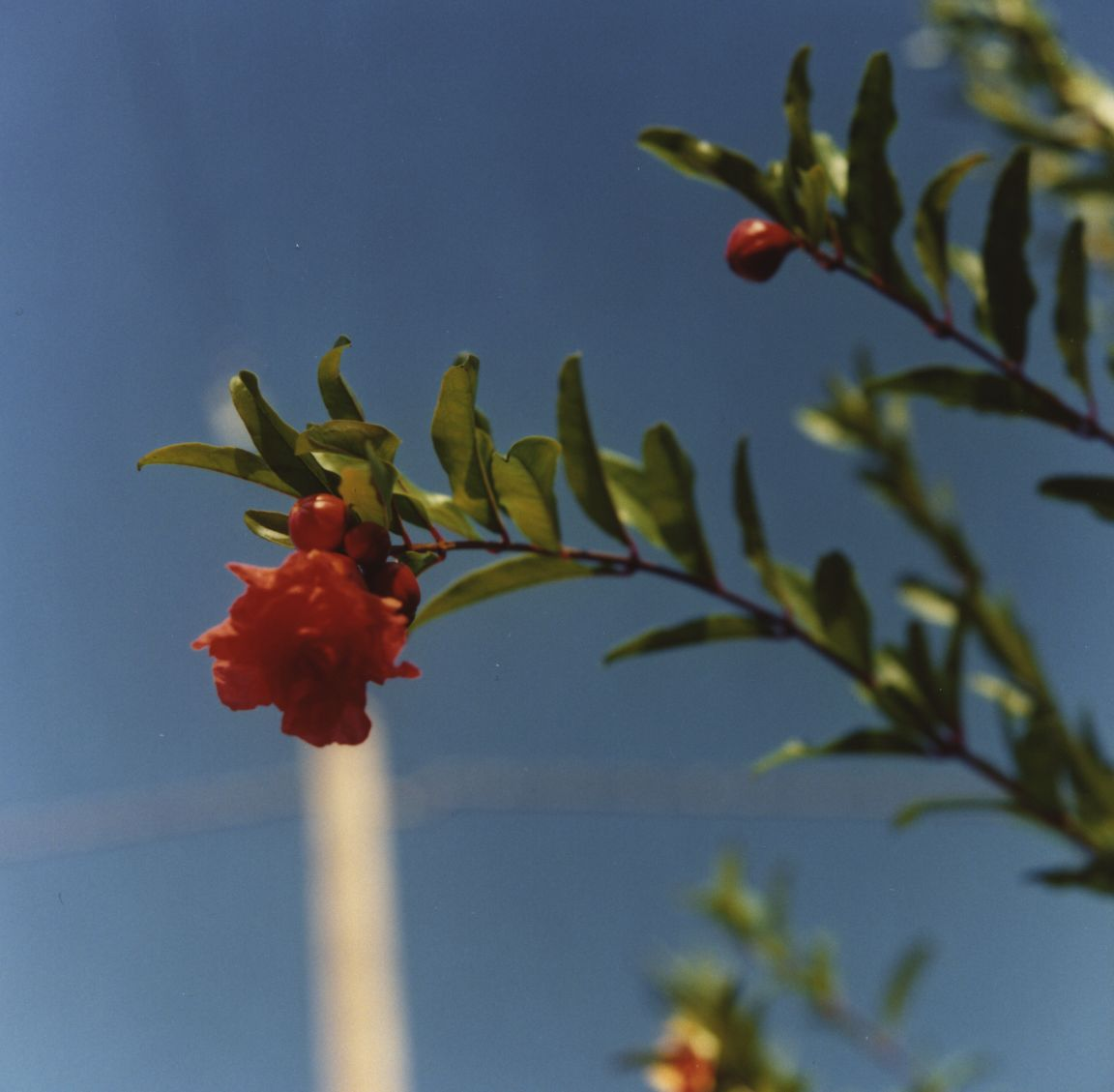
Fiore di melograno
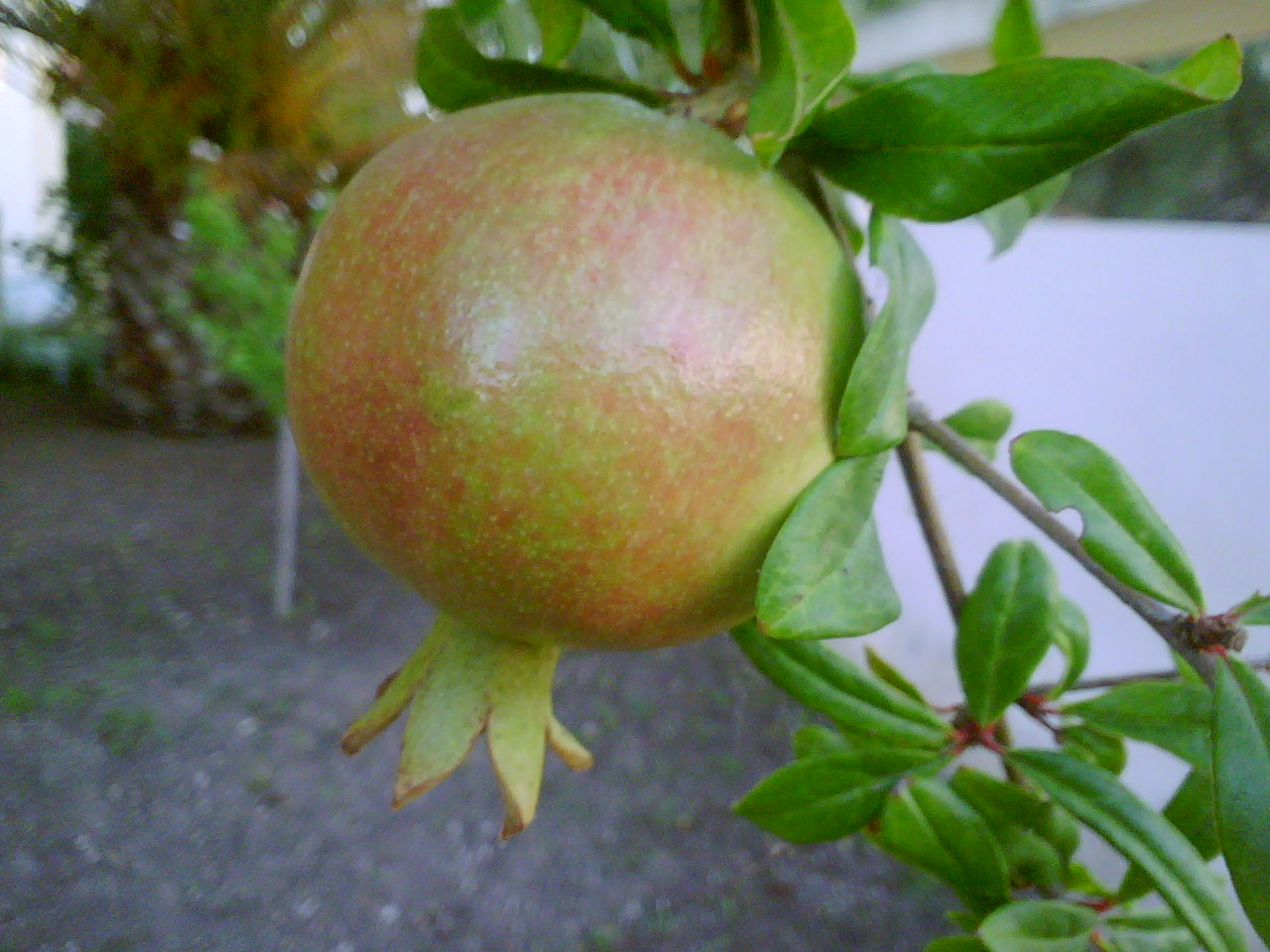
Melagrana